# Lipiny (powiat sieradzki)
Lipiny – wieś w Polsce, położona w województwie łódzkim, w powiecie sieradzkim, w gminie Warta.
| SIMC    | Nazwa       | Rodzaj    |
| ------- | ----------- | --------- |
| 0715503 | Nowe Lipiny | część wsi |
| 0715510 | Stare Sady  | część wsi |

W latach 1975–1998 miejscowość należała administracyjnie do województwa sieradzkiego.